# Epophthalmia australis
Epophthalmia australis är en trollsländeart som beskrevs av Hagen 1867. Epophthalmia australis ingår i släktet Epophthalmia och familjen skimmertrollsländor. Inga underarter finns listade i Catalogue of Life.